# پل معلق خط لوله آمودریا
پل معلق خط لوله آمودریا یک پل معلق بر روی رودخانه آمودریا است. این پل در درجه نخست یک پل خط لوله 
است اما می‌تواند یک خط ترافیک را نیز حمل کند. این پل ولایت خوارزم در ازبکستان را به استان لب آب در ترکمنستان پیوند می‌دهد. دهانه اصلی آن در سال ۱۹۶۴ میلادی به‌درازای ۳۹۰ متر (۱٬۲۸۰ فوت) ساخته شد.